# Celia Maestre Martín
Celia Maestre Martín (Valência, 26 de março de 1981) é uma atleta guia espanhola, que representou a Espanha em três edições dos Jogos Paralímpicos —  Atenas 2004, Pequim 2008 e Londres 2012. Atua também como assistente social.

## Atletismo
Em 2002, Celia se tornou guia de David Casinos e disputaram os Jogos Paralímpicos de Verão de 2004 em Atenas. Na época, eles estavam namorando e quebraram o tabu paralímpico ao dividir um quarto juntos na vila paralímpica. O casal conquistou a medalha de ouro no atletismo da Paralimpíada de Pequim em 2008. Como guia, disputou os Jogos Paralímpicos de Londres 2012. Para disputar os Jogos de Londres, a delegação espanhola de atletismo, composta por quatorze integrantes com deficiência visual, treinou no Centro de Modernização Esportiva.

## Vida pessoal
Casou-se com David Casinos. Estudou sociologia em 2004 e atualmente reside em Moncada, Valência.